# 57. pehotni polk (Avstro-Ogrska)
Za druge 57. polke glejte 57. polk.
57. pehotni polk (izvirno nemško Infanterie-Regiment Nr. 57; dobesedno slovensko: Pehotni polk št. 57) je bil pehotni polk k.u.k. Heera.

## Poimenovanje
- Galizisches Infanterie Regiment »Sachsen-Coburg-Saalfeld« Nr. 57
- Infanterie Regiment Nr. 57 (1915 - 1918)

## Zgodovina
Polk je bil ustanovljen leta 1689. 

### Prva svetovna vojna
Polkovna narodnostna sestava leta 1914 je bila sledeča: 91% Poljakov in 9% drugih. Naborni okraj polka je bil v Tarnówu, pri čemer so bile polkovne enote garnizirane sledeče: Tarnów (štab, III. in IV. bataljon), Bochnia (I. bataljon) in Zenica (II. bataljon).
Med prvo svetovno vojno se je polk bojeval tudi na soški fronti. Polkov III. bataljon je skupaj s II. bataljonom 17. pehotnega polka konec novembra 1915 v bojih v Oslavju zajel 4 častnike in 270 mož, pri čemer so Italijani izgubili še 300 padlih in ranjenih vojakov.
V sklopu t. i. Conradovih reform leta 1918 (od junija naprej) je bilo znižano število polkovnih bataljonov na 3.

## Organizacija
1918 (po reformi)
- 1. bataljon
- 2. bataljon
- 3. bataljon

## Poveljniki polka
- 1859: Joseph von Mehoffer[9]
- 1865: Gustav Arndt[10]
- 1879: Emil Kurz[11]
- 1908: Josef von Gutter-Loy[12]
- 1914: Julius Bijak[1]